# Simon Tchobang
Simon Tchobang (né le 31 août 1951 à Douala à l'époque au Cameroun français et aujourd'hui au Cameroun, et mort le 7 septembre 2007 dans la même ville) est un joueur de football international camerounais, qui évoluait au poste de gardien de but.

## Biographie

### Carrière en équipe nationale
Avec l'équipe du Cameroun, il figure dans le groupe des sélectionnés lors de la Coupe du monde de 1982. Lors du mondial organisé en Espagne, il officie comme gardien remplaçant et ne joue aucun match.